# B.Y.O.B.
B.Y.O.B. è un singolo del gruppo musicale statunitense System of a Down, pubblicato il 28 marzo 2005 come primo estratto dal quarto album in studio Mezmerize.
Il brano nel 2006 vinse il Grammy Award alla miglior interpretazione hard rock ed è presente nel videogioco musicale Guitar Hero World Tour.

## Descrizione
Come il brano Boom! (presente in Steal This Album!), B.Y.O.B. parla della guerra in Iraq ed è l'acronimo di "Bring Your Own Bombs" (Portati le tue bombe), cioè l'esatto opposto dell'altra interpretazione dell'acronimo, "Bring Your Own Booze" (portati le tue bottiglie), in modo da mostrare le barbarie e i soprusi della guerra.
Il testo del brano è portatore di una forte protesta contro la guerra in Iraq e presenta vaste analogie con gli argomenti trattati nel film di Michael Moore Fahrenheit 9/11.

## Video musicale
Il videoclip, diretto da Jake Nava, mostra un'armata di soldati che marciano lungo una strada, mentre i membri del gruppo suonano il brano in mezzo alla strada. I soldati indossano maschere che recitano frasi come "DIE", "TRUTH", "OBEY", "BUY" e "GOD". Durante il ritornello il gruppo viene ripreso all'interno di un night club; mentre Daron Malakian urla la frase "Blast off! It's party time! And we don't live in a fascist nation! Blast off! It's party time! And where the fuck are you?!" il night club viene attaccato dai soldati che obbligheranno i presenti, System of a Down compresi, ad indossare le loro maschere. Quest'allegoria porta a vedere il popolo come schiavo della potenza dei soldati. Questi ultimi vogliono inoltre impersonificare i mass media, le distrazioni quotidiane e la brutalità onnipresente sconsiderata.

## Tracce
CD promozionale (Europa)
1. B.Y.O.B. (Clean Version) – 4:17
2. B.Y.O.B. (Explicit Version) – 4:17

CD singolo (Australia)
1. B.Y.O.B. (Explicit Album Version) – 4:18
2. Forest (Explicit Live Version) – 5:11
3. Prison Song (Explicit Live Version) – 3:27
4. Sugar (Explicit Live Version) – 3:54

7" (Stati Uniti), download digitale (Stati Uniti)
1. B.Y.O.B. – 4:18
2. Cigaro – 2:13

## Formazione
Gruppo
- Serj Tankian – voce, tastiera, arrangiamento strumenti ad arco
- Daron Malakian – voce, chitarra, basso,[8] tastiera[8]
- Shavo Odadjian – basso
- John Dolmayan – batteria, percussioni

Altri musicisti
- Mark Mann – arrangiamento strumenti ad arco

## Classifiche
| Classifica (2005)             | Posizione massima |
| ----------------------------- | ----------------- |
| Australia                     | 42                |
| Stati Uniti                   | 27                |
| Stati Uniti (alternative)     | 4                 |
| Stati Uniti (mainstream rock) | 4                 |